# Hallam Leonard Movius

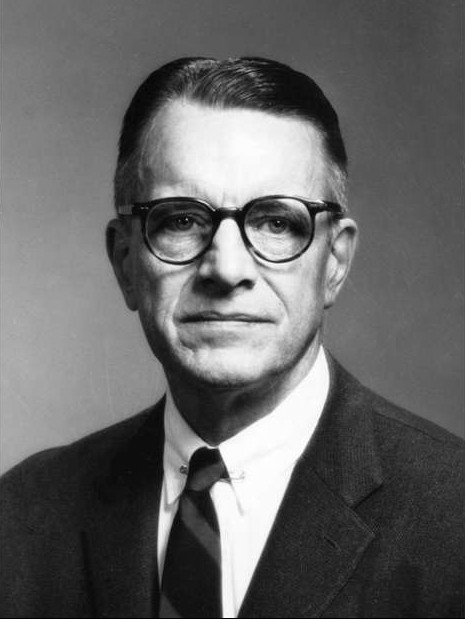
Hallam Leonard Movius

Hallam Leonard Movius (1907–1987) was een Amerikaans archeoloog die vooral bekend is geworden vanwege zijn studie naar het Paleolithicum.
Movius studeerde af aan Harvard College in 1930 en zou er ook promoveren. Tijdens de Tweede Wereldoorlog diende hij bij de United States Air Force in Noord-Afrika en Italië. Daarna werd hij professor in de archeologie aan Harvard. Hij werd ook conservator Paleolithische Archeologie bij het Peabody Museum of Archaeology and Ethnology.
In 1948 betoogde hij dat er een geografische scheidslijn bestond tussen paleolithische technologieën in het oosten en westen van Afrika en Eurazië. Deze lijn werd de Moviuslijn genoemd. Latere vondsten hebben evenwel aangetoond dat deze hypothese niet correct was.
- Bibsys: 2044039
- Bibliothèque nationale de France: cb12488280r (data)
- Gemeinsame Normdatei: 117144916
- International Standard Name Identifier: 0000 0000 8343 375X
- Library of Congress Control Number: n85184653
- Nationale Bibliotheek van Israël: 987007274625105171
- Nederlandse Thesaurus van Auteursnamen: 118676733
- SNAC: w6932ccw
- Système universitaire de documentation: 079283969
- Virtual International Authority File: 46863651
- WorldCat: E39PBJkXygGdxrdMCkFW97JJjC